# ニキータ・アレクサンドロヴィチ
ニキータ・アレクサンドロヴィチ（ロシア語: Никита Александрович、1900年1月13日 - 1974年9月12日）は、ロシアの皇族である。ニコライ1世の曾孫にあたり、アレクサンドル3世の外孫でもある。

## 生涯

### 幼少期と家族構成
ニキータは1900年1月13日、ロシア帝国のサンクトペテルブルクで誕生した。父はアレクサンドル・ミハイロヴィチ大公、母はクセニヤ・アレクサンドロヴナ大公女であり、ニキータは夫妻の第4子、三男にあたる。彼は皇帝アレクサンドル3世の娘を母とする外孫であった。しかし、男系血統ではニコライ1世の曾孫という立場であったため、彼の兄弟たちと同様にロシア大公の称号を授与されることはなかった。

### ロシア革命と亡命
1917年にロシア革命が勃発すると、ニキータは両親、兄弟、そして祖母である皇太后マリヤ・フョードロヴナを含む他の皇族や貴族とともにクリミアに幽閉された。クリミアに集められた皇族たちは、他の皇族と同様に処刑される危険に晒されていた。しかし、1918年にブレスト＝リトフスク条約が締結されたことで、クリミアはドイツ軍の占領下となり、これによりニキータたちは難を逃れることができた。その後、1919年には、イギリス政府が差し向けた戦艦「マールバラ」号に一家とともに乗り込み、ロシアを出国してイギリスへ亡命した。

### 結婚と晩年
ニキータは1922年、パリでマリヤ・ヴォロンツォワ＝ダーシュコワ伯爵令嬢（1903年 - 1997年）と結婚した。夫妻の間には2人の息子が誕生している。
- ニキータ（1923年 - 2007年）
- アレクサンドル（1929年 - 2002年）

ニキータは1974年9月12日、フランスのカンヌにて74歳で逝去した。